# Pseudovanilla foliata
Pseudovanilla foliata ist eine Pflanzenart aus der Familie der Orchideen (Orchidaceae). Mit bis zu 15 m hohen Exemplaren, gilt sie als die höchste Orchidee der Welt.

## Merkmale
Pseudovanilla foliata ist eine mykotrophe, kletternde Pflanze mit einer bis zu 15 Meter langen, gelblich-grünen Sprossachse. Das Wurzelsystem ist im Substrat ausgedehnt, darüber hinaus wachsen aber auch entlang des ganzen Stamms wechselnd fiederähnlich verzweigte und unverzweigte Wurzeln als Kletterhilfe.
Die Pflanze hat keine Laubblätter. Wechselständig wachsen an den Knoten laubblattähnliche, einzelne, ovale bis eiförmige Nebenblätter. Sie erreichen eine Länge von 20 bis 60 Millimetern und werden zwischen 10 und 50 Millimeter breit.

### Blüten
Zur Blütezeit von Oktober bis Januar bilden die Pflanzen aus den Achseln der oberen Nebenblätter zehn bis fünfzehn 50 bis 200 Zentimeter lange, endständige Rispen mit 20 bis 150 Einzelblüten. Alle Blüten einer Rispe entwickeln sich als Knospen vollständig aus und öffnen sich dann (ausgelöst durch Umwelteinflüsse) zu gleicher Zeit.
Die Blüten haben einen Durchmesser von 3 bis 4 Zentimetern. Die fleischigen und zerbrechlichen, sichelförmigen Blütenhüllblätter sind grünlich-weiß, weiß oder gold-gelb, 15 bis 25 Millimeter lang und 4 bis 5,5 Millimeter breit. Das hintere Kelchblatt ist über die Blütenmitte gebogen, die seitlichen biegen sich auseinanderlaufend schräg zur Seite. Die ebenfalls sichelförmigen Kronblätter sind gebogen aufrecht.
Das Labellum ist gleich einem Landeplatz nach vorn weisend ausgebildet, es hat einen Durchmesser von 12 bis 18 Millimetern. Am Ansatz röhrenförmig, verbreitert es sich stark nach unten und zur Seite und ist dicht mit zahlreichen, starken Papillen besetzt. An den Rändern ist es stark runzlig, der rechte wie linke Flügel ist mittig orangerot eingefärbt, an den Rändern und im Zentrum ist das Labellum weiß.
Die Blüten haben einen deutlichen Honigduft, mit dem sie Bienen zur Bestäubung anlocken. Nach ein bis zwei Tagen welken sie. Bestäubte Blüten bilden zylindrische, 150 bis 250 Millimeter lange und 15 bis 25 Millimeter dicke Samenkapseln.

## Verbreitung und Habitat
Die Art ist beheimatet in Papua-Neuguinea und -als einzige Art der Gattung- im östlichen Australien (Queensland, New South Wales). Sie findet sich in Höhenlagen von 0 bis 800 Metern.
Pseudovanilla foliata gedeiht in Wäldern an nassen Standorten und an Gewässerrändern bei subtropischen bis tropischen Temperaturen. Sie tritt ausschließlich an Standorten mit gestörter Vegetation auf, an denen große Mengen Nährstoffe durch verrottendes organisches Material freigesetzt werden, z. B. nach Erdarbeiten, Holzeinschlag, aber auch nach Stürmen, die Schneisen in Wälder geschlagen haben. Mit zunehmender Erholung der Vegetation verschwindet die Art dann wieder.

## Botanische Geschichte
Die Art wurde 1861 von Ferdinand Jacob Heinrich von Müller als Erythrorchis foliata erstbeschrieben, 1873 aber bereits von ihm als Galeola foliata neubeschrieben. 1986 wurde sie dann von Leslie Andrew Garay als Pseudovanilla foliata beschrieben.